# اربنيوس
توماس إربنيوس (11 سبتمبر 1584 - 13 نوفمبر 1624) مستشرق هولندي، يعد مؤسس النهضة الاستشراقية ومنظمها في بلاده. ولد في جوركم (Gorkum) بهولندا وتعلم في ليدن، وحصل من جامعتها عام 1608 على درجة الماجستير في الآداب. حيث درس اللغات الشرقية. وسافر لاحقا إلى إنجلترا وفرنسا وإيطاليا وألمانيا.
أثناء إقامته في فرنسا تعلم العربية على يدي مصري يدعي يوسف بربطوس ويلقب بأبي ذقن. وتعلم التركية لاحقا في فينيس. كما تعلم معها الفارسية والأثيوبية، وبعد طول سفر عاد عام 1612 إلى بلده ليُعين في فبراير 1613م كبروفيسور في جامعة ليدن مختصا باللغة العربية واللغات الشرقية، باستثناء العبرية. وأنشأ في بيته مطبعة عربية صارت أساس المطبعة العربية المعروفة اليوم في ليدن بمطبعة بريل (Brill).
تلقى دروسه في قواعد العربية على يد الموريسكي أفوقاي، والذي كان برفقته المستشرق والطبيب الفرنسي إتيان هوبير. وفي عام 1619 قدم له مقعد في قسم اللغة العبرية في الجامعة. وعين مترجما للدولة لترجمة الرسائل من الدول الإسلامية وأفريقيا. له كتاب في «قواعد اللغة العربية ـ ط» وعني بنشر «منتخبات عن شعر الحماسة لأبي تمام ـ ط» ونشر «تاريخ المسلمين ـ ط» وهو قسم من تاريخ ابن العميد (الشيخ المكين جرجس ابن العميد) مع ترجمته إلى اللغة اللاتينية، و«أمثال لقمان ـ ط».
تتلمذ على يديه ياكب يوليوس وخلفه في أستاذية اللغة العربية في جامعة ليدن.
في عام 1613 قام بنشر كتاب عن النحو العربي باللغة اللاتينية، وأعيدت طباعته عامي 1620 و1621، وقام ميخائيليس عام 1771 بترجمته إلى اللغة الألمانية[ ؟ ]. كما قام إربنيوس، بنشر عمل لعبد القاهر الجرجاني بروما 1617. توفي في ليدن.

## مصدر
- https://web.archive.org/web/20070930181658/http://encyclopedia.jrank.org/EMS_EUD/ERPENIUS_original_name_VAN_ExpE.html